# 少花老鹳草
少花老鹳草（学名：Geranium nepalense var. oliganthum）为牻牛儿苗科老鹳草属下的一个变种。

## 扩展阅读
- 維基物種上的相關：少花老鹳草